# Eulophus orgyiae
Eulophus orgyiae är en stekelart som först beskrevs av Fitch 1856.  Eulophus orgyiae ingår i släktet Eulophus och familjen finglanssteklar. Inga underarter finns listade i Catalogue of Life.